# Abadía de San Pietro al Monte
La abadía de San Pietro al Monte es un complejo arquitectónico de estilo románico lombardo, situada en el valle del Oro en el municipio de Civate, provincia de Lecco.
El lugar, que actualmente no es usado por religiosos, se compone de tres edificios: la basílica de San Pietro, el baptisterio dedicado a san Benito de Nursia y el monasterio del que solo quedan ruinas.
Las construcciones formaban parte del complejo de la abadía benedictina de Civate que incluía también la Basílica de San Calocero y las iglesias de San Nazaro y de san Vito. Dos portales de piedra con un inciso recuerdan el lema benedictino: Ora et labora (ora y trabaja).
El imponente ciclo de frescos, que tiene como tema la apoteosis final de Cristo y el triunfo de los justos sobre la falsilla del Apocalipsis lo convierte en uno de los más importantes testimonios de la pintura románica lombarda.
En 2016, la abadía fue incluida en el bien «Paisaje cultural de los asentamientos benedictinos en la Italia medieval», recogido por Italia en su Lista Indicativa, paso previo a ser declarado patrimonio de la Humanidad.

## Historia
La leyenda de San Pietro al Monte narra que el último rey lombardo Desiderio construyó un cenobio en el año 722 por la milagrosa curación del ojo de su hijo Adalgiso, gracias a las aguas de una fuente que corren todavía hoy cerca de la iglesia. A manera de testimonio parcial de la presencia tardo antigua existen los restos de una torre, capillas, columnas y muros datables entre el siglo  V y el VIII.
El más antiguo documento cita la presencia del abad Leutgario con 35 monjes benedictino ligados al monasterio de San Gallo en Suiza.
El obispo de Milán, Arnolfo quiso ser sepultado en San Pietro (1097) tras pasar los últimos años de vida, probablemente su presencia permitió los trabajos de restauración que se realizaron en el siglo XI. La ampliación de la estructura llegó al cambio en el eje este-oeste de la basílica y luego a su decoración.
El monasterio fue destruido por retorsión del Libero comune di Milano a raíz de que los monjes se habían puesto de parte del emperador Federico Barbarroja, la comunidad benedictina se trasladó al valle dejando la custodia de la abadía en manos de unos pocos monjes dedicados a la vida eremítica.
Tras la mitad del siglo XVI los monjes Olivetano volvieron a la abadía, fueron expulsados definitivamente en 1798 durante la república cisalpina.

## La iglesia de San Pietro

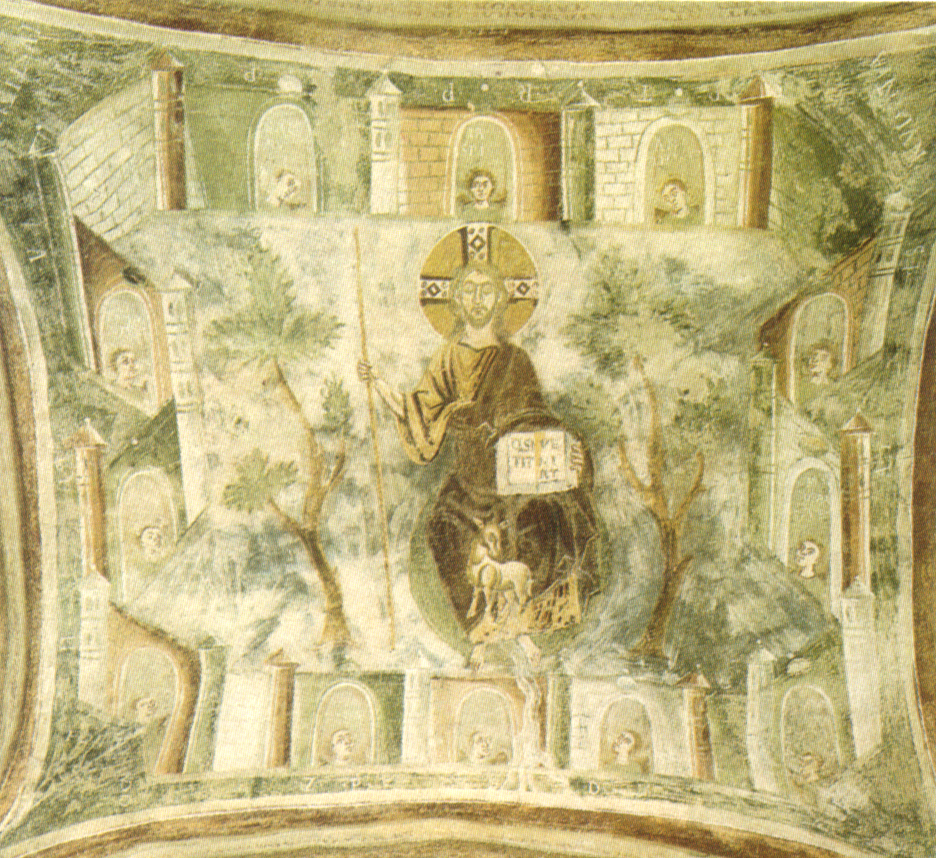
Escena apocalíptica, frescos de la iglesia de San Pietro al Monte.

La planimetría de la iglesia es particular: la inversión del eje realizada en el siglo XI con la construcción de una nueva ábside al este ha transformado la antigua, a oeste, en la entrada. La construcción ahora tiene dos ábsides a los extremos de la nave única, la occidental hospeda el ciborio con altar, el oriental un pronaos con dos capillas y sus correspondientes absidiolas a los lados de la entrada. Se accede por medio de una escalinata que lleva a un atrio amplio semicircular e iluminado por biforas, construido en dos pisos, uno al nivel de la iglesia y el otro al nivel de la cripta que servía además de alojamiento para los peregrinos. Las absidiolas tienen frescos. En la bóveda central se representa la Jerusalén celeste, en la luneta el Seno de Abrahan, en las pequeñas bóvedas las personificaciones de los Ríos celestiales, sobre las barreras de contención que dividen el pronaos de las absidiolas dos estucos con el Grifo y la Quimera. De las dos capillas una tiene frescos con Santos y la otra Ángeles.
Al extremo occidental de la nave, se encuentra el ciborio decorado con estucos semipolicromados, todos los lados del tímpano muestran escenas evangélicas, el oriental representa Cristo crucificado entre María y san Juan, sobre los capiteles hay representaciones simbólicas de los evangelistas. La cúpula tiene frescos de figuras de santos.
En la contrafachada oriental (sobre la puerta de ingreso) el fresco con la Visión del Apocalipsis, de gran complejidad y geniales soluciones compositivas muestra en el centro la figura de Cristo en majestad circundado por San Miguel y los ángeles que vencen al dragón (el demonio). La presencia de otras figuras, con cuerpos celestes y almas condenadas con sus símbolos hacen difícil la interpretación del fresco. Hay una Escena apocalíptica, donde un Cristo en el trono se sienta en el centro del cuadro, mientras corre alrededor un castillo con axonometría de zigzag.
Todo el ciclo pictórico, además de la representación literal del Apocalipsis está lleno de simbología y referencias que hacen difícil la lectura.
La cripta, a la que se accede a través de una escalera al lado sur, está sujeta por columnas con capiteles decorados con estuco de formas vegetales estilizadas y contiene, en la pared oriental, una luneta con la Dormición de la Virgen y frescos que representan la parábola de las Vírgenes prudentes.

## El baptisterio de San Benito

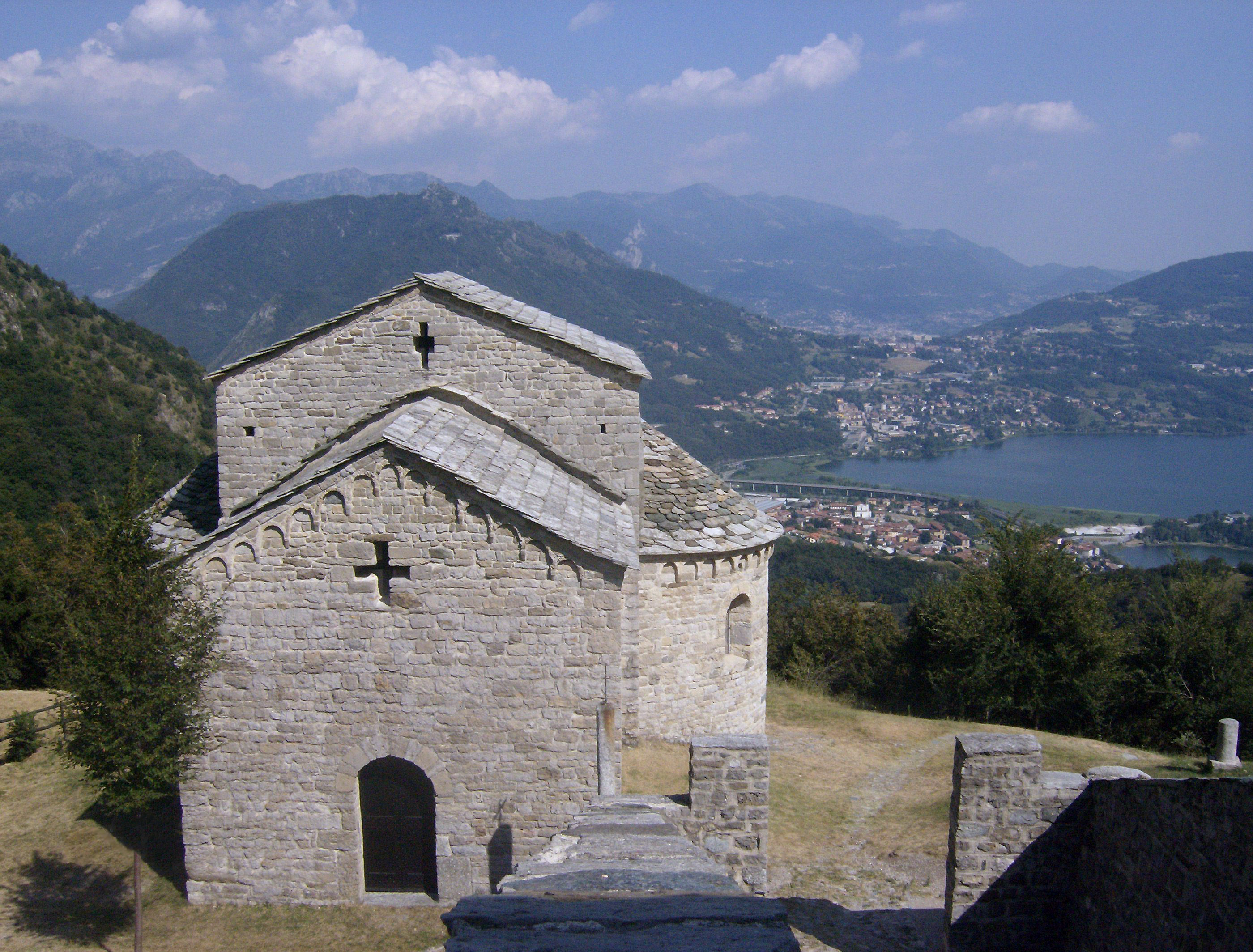
Oratorio de San Benito.

Se trata de un pequeño edificio con tres ábsides y un pórtico de planta cuadrada. Tiene frescos sobre el altar original.
Los frescos representan a San Benito que sostiene un libro con la frase: ego sum benedictus aba(te) (“yo soy San Benito, abad), San Andrés y el Cristo bendiciendo con la frase: ego sum Lux mundi (“yo soy la luz del mundo”) con la Virgen y Juan Bautista. Probablemente nunca fue usado para bautismos, sino para actos litúrgicos o funerales.